# ظهارة مهبلية
الظهارة المهبلية هي البطانة الداخلية للمهبل وتتكون من طبقات متعددة من الخلايا (الحرشفية). يوفر الغشاء القاعدي دعم الطبقة الأولى للظهارة - الطبقة القاعدية. الطبقات الوسيطة تقع على الطبقة القاعدية والطبقة السطحية هي الطبقة الخارجية للظهارة. وصف علماء التشريح الظهارة بأنها تتكون من ما يصل إلى 40 طبقة متميزة. يفرز عنق الرحم والرحم المخاط الموجود على الظهارة. تخلق الجراثيم الظهارية سطحًا غير مطوي وتؤدي إلى مساحة كبيرة تغطي 360 سم مكعب. تسمح هذه المساحة الكبيرة بالامتصاص عبر الظهارة لبعض الأدوية عن طريق المهبل.
في سياق دورة الحياة، تخضع الظهارة المهبلية للتغيرات الدورية العادية التي تتأثر بالإستروجين: مع زيادة مستويات الدورة الدموية للهرمون، هناك انتشار للخلايا الظهارية مع زيادة في عدد طبقات الخلايا. عندما تتكاثر الخلايا وتنضج، فإنها تخضع الأنماط السطحية على الخلايا نفسها دائرية ومرتبة في صفوف طولية. تمتلك الخلايا الظهارية في الرحم بعض الخصائص الظهارية المهبلية. على الرغم من حدوث تغيرات مستحثة بالهرمونات في الأنسجة والأعضاء الأخرى في الجهاز التناسلي للأنثى، إلا أن الظهارة المهبلية أكثر حساسية وهيكلها مؤشر على مستويات هرمون الاستروجين. بعض خلايا لانغرهانس والخلايا الميلانينية موجودة أيضًا في الظهارة. تكون ظهارة عنق الرحم متجاورة مع تلك الموجودة في المهبل، وتمتلك نفس الخصائص والوظيفة. تنقسم الظهارة المهبلية إلى طبقات من الخلايا، بما في ذلك الطبقة القاعدية، والخلايا شبه المجاورة، والنسيج الطلائي، والخلايا الوسيطة. تقشر الخلايا السطحية باستمرار وتستبدل الخلايا القاعدية الخلايا السطحية التي تموت وتتشقق من الطبقة المتقرنة. تحت الطبقة القرنية توجد الطبقة الحبيبية والطبقة الشوكية. تحتفظ خلايا الظهارة المهبلية بمستوى عالٍ من غلايكوجين عادةً مقارنةً بالأنسجة الظهارية الأخرى في الجسم. الأنماط السطحية على الخلايا نفسها دائرية ومرتبة في صفوف طولية. تمتلك الخلايا الظهارية في الرحم بعض الخصائص الظهارية المهبلية.

## بناء
تشكل الظهارة المهبلية تلالًا مستعرضة أو رجا تكون بارزة في الثلث السفلي من المهبل. ينتج عن بنية الظهارة زيادة في مساحة السطح مما يسمح بالتمدد. هذه الطبقة من الظهارة واقية، وسطحها العلوي للخلايا المخروطية (الميتة) فريد من حيث أنها قابلة للاختراق للكائنات الحية الدقيقة التي هي جزء من النباتات المهبلية. صفيحة مخصوصة للنسيج الضام تقع تحت الظهارة.

### الخلايا
| نوع من الخلايا     | الميزات                                                              | قطر الدائرة     | نواة                                                                   | ملاحظات |
| ------------------ | -------------------------------------------------------------------- | --------------- | ---------------------------------------------------------------------- | --- |
| طبقة قاعدية        | جولة إلى أسطواني، ضيق السيتوبلازمية قاع الحوض.                       | 12-14 ميكرومتر. | متميز، بحجم 8-10 ميكرومتر.                                             | فقط في حالة ضمور الظهارة الشديد وفي عمليات الإصلاح بعد الالتهاب.                                                          |
| طيقة حبيبية        | جزء من طبقة باراباسال، مستدير إلى بيضاوي طولي، سيتوبلازم قاعدي.      | 20 ميكرومتر.    | نواة الخلية الصافية.                                                   | تخزين الغلايكوجين المتكرر، هوامش الخلايا السميكة ونواة الخلية اللامركزية؛ نوع الخلية السائدة لدى النساء بعد انقطاع الطمث. |
| طبقة شائكة         |                                                                      |                 |                                                                        | [ 15 ] [ 19 ] [ 22 ] |
| الأديم المتوسط     | البيضاوي إلى مضلع، السيتوبلازم باسيفيك.                              | 30-50 ميكرومتر. | تقريبا. 8 ميكرون، تناقص العلاقة بين البلازما الأساسية وزيادة في الحجم. | في الحمل: تشبه البارجة مع هامش الخلية السميك ("الخلايا البحرية").                                                         |
| سطح النسيج الطلائي | متعدد الأضلا، قاعدي أو فرط الحمضات، شفاف، حبيبات كيراتوهاليني جزئية. | 50-60 ميكرون.   | حويصلية ومستقرة قليلاً أو منكمشة.                                       | [ 15 ] [ 22 ] |
| الطبقة المتقرنة    | يقشر، ينزلق.                                                         |                 | تنفصل عن الظهارة.                                                      | [ 16 ] [ 17 ] [ 18 ] |

### الخلايا القاعدية
الطبقة القاعدية للظهارة هي الأكثر نشاطًا تقويميًا وتنتج خلايا جديدة. تتكون هذه الطبقة من طبقة واحدة من الخلايا المكعبة الموضوعة فوق الغشاء القاعدي.

### خلايا باراباسال
تشمل الخلايا المجاورة للجزء العلوي من الجسم الطبقة الحبيبية والطبقة الشائكة. في هاتين الطبقتين، تنتقل الخلايا من الطبقة القاعدية السفلى من نشاط التمثيل الغذائي النشط إلى الموت (موت الخلايا المبرمجة). في هذه الطبقات الوسطى من الظهارة، تبدأ الخلايا بفقدان الميتوكوندريا وغيرها من العضيات الخلوية. الطبقات المتعددة للخلايا شبه المجهرية هي ذات شكل متعدد السطوح مع نوى بارزة.

### خلايا وسيطة
تصنع الخلايا الوسيطة كمية كبيرة من الغلايكوجين وتخزنها. يحفز الإستروجين الخلايا الوسيطة والسطحية على الامتلاء بالغلايكوجين. تحتوي الخلايا الوسيطة على نوى وهي أكبر من الخلايا المجاورة للجلد وأكثر تسطيحًا. حدد البعض طبقة انتقالية من الخلايا فوق الطبقة المتوسطة.

### خلايا سطحية
يحفز الإستروجين الخلايا الوسيطة والسطحية على الامتلاء بالغلايكوجين. توجد عدة طبقات من الخلايا السطحية التي تتكون من خلايا كبيرة ومسطحة مع نوى غير واضحة. يتم تقشير الخلايا السطحية بشكل مستمر.

### تقاطعات خلية
تنظم الوصلات بين الخلايا الظهارية مرور الجزيئات والبكتيريا والفيروسات عن طريق العمل كحاجز مادي. الأنواع الثلاثة للالتصاقات الهيكلية بين الخلايا الظهارية هي: الوصلات الضيقة، والجسيم الرابط، "تتكون الوصلات الضيقة (انسداد المنطقة) من البروتين عبر الغشائي تتلامس عبر الفضاء بين الخلايا وتخلق ختمًا لتقييد انتشار البروتين عبر الغشائي. من الجزيئات عبر الصفيحة الظهارية. تلعب الوصلات الضيقة أيضًا دورًا تنظيميًا في الاستقطاب الظهاري عن طريق الحد من حركة الجزيئات المرتبطة بالغشاء بين المجال القمي والجانبي الجانبي للغشاء البلازمي لكل خلية ظهارية. تربط تقاطعات منطقة الالتزام حزمًا من خيوط الأكتين من خلية إلى أخرى لتشكيل جسيم رابط مستمر، وعادة ما يكون أسفل الخيوط الدقيقة." يتغير تكامل التقاطع مع انتقال الخلايا إلى الطبقات العليا للبشرة.

### مخاط
المهبل نفسه لا يحتوي على غدد مخاطية. على الرغم من أن المخاط لا ينتج عن الظهارة المهبلية، فإن المخاط ينشأ من عنق الرحم. يمكن استخدام مخاط عنق الرحم الموجود داخل المهبل لتقييم الخصوبة لدى النساء. تنتج غدد بارتولين وغدد سكين الواقعة عند مدخل المهبل المخاط.

## تطوير
تنشأ ظهارة المهبل من ثلاث سلائف مختلفة أثناء التطور الجنيني. هذه هي الظهارة الحرشفية المهبلية من المهبل السفلي، والظهارة العمودية في باطن عنق الرحم، والظهارة الحرشفية في المهبل العلوي. قد تؤثر الأصول المتميزة للظهارة المهبلية على فهم الشذوذات المهبلية. الغدد المهبلية هو شذوذ مهبلي يرجع إلى تشريد الأنسجة المهبلية الطبيعية عن طريق الأنسجة التناسلية الأخرى داخل الطبقة العضلية وظهارة جدار المهبل. غالبًا ما يحتوي هذا النسيج النازح على أنسجة غدية ويظهر كسطح أحمر مرتفع.

## الاختلافات الدورية
خلال المراحل الأصفرية والجريبية للدورة الشائكة يختلف هيكل الظهارة المهبلية. يختلف عدد طبقات الخلايا خلال أيام الدورة الوداقية:
اليوم 10، 22 طبقة.
أيام 12- 14، 46 طبقة.
يوم 19، 32 طبقة.
يوم 24، 24 طبقة.
تكون مستويات الغلايكوجسن في الخلايا عند أعلى مستوياتها قبل الإباضة مباشرة.

## الخلايا الحادة

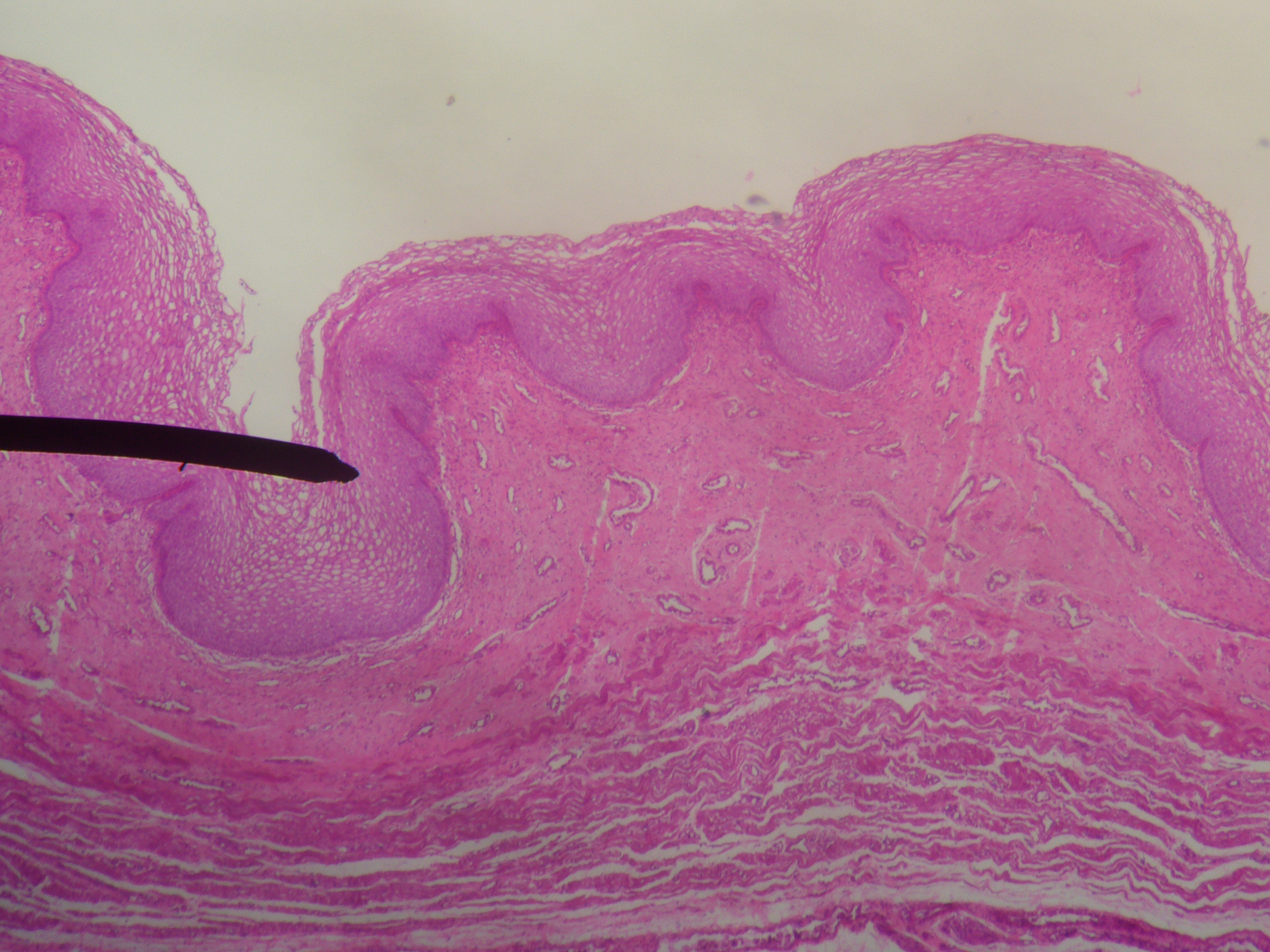
طبقات مختلفة من الظهارة المهبلية.

بدون هرمون الاستروجين، تكون الظهارة المهبلية بسماكة قليلة. تُرى فقط الخلايا المستديرة الصغيرة التي تنشأ مباشرة من (الطبقة القاعدية) أو من طبقات الخلايا (الخلايا الباراباسالية) فوقها. تشكل الخلايا المجاورة للمحيط، وهي أكبر قليلاً من الخلايا القاعدية، طبقة خلايا من خمس إلى عشر طبقات. يمكن أن تتمايز الخلايا المجاورة أيضًا إلى الخلايا النسيجية أو الخلايا الغدية. يؤثر الاستروجين أيضًا على النسب المتغيرة للمكونات النووية إلى السيتوبلازم. نتيجة لشيخوخة الخلايا، تتطور الخلايا ذات نوى الخلايا الرغوية المتقلصة (الخلايا الوسيطة) من الخلايا المجاورة. يمكن تصنيف هذه عن طريق العلاقة بين البلازما النووية في الخلايا الوسيطة «العليا» و «العميقة». تعمل الخلايا الوسيطة على إنتاج غلايكوجين وفير وتخزينه. مزيد من الانكماش النووي وتشكيل عديدات السكاريد المخاطية هي خصائص مميزة للخلايا السطحية. تشكل عديدات السكاريد المخاطية سقالة خلية تشبه الكيراتين. تسمى الخلايا المتقرنة بالكامل التي لا تحتوي على نواة باسم «المداخن». يتم تقشير الخلايا المتوسطة والسطحية باستمرار من الظهارة. يتم تحويل الغلايكوجين من هذه الخلايا إلى سكريات ثم يتم تخميرها بواسطة بكتيريا الفلورا المهبلية إلى حمض اللاكتيك. تتقدم الخلايا خلال دورة الخلية ثم تتحلل (التحلل الخلوي) في غضون أسبوع. يحدث التحلل الخلوي فقط في وجود خلايا تحتوي على الجليكوجين، أي عندما تتحلل الظهارة إلى الخلايا المتوسطة العليا والخلايا السطحية. بهذه الطريقة يذوب السيتوبلازم بينما تبقى نواة الخلية.

## ميكروبات طلائية
انخفاض درجة الحموضة ضروري للسيطرة على الميكروبات المهبلية. تحتوي الخلايا الظهارية المهبلية على تركيز مرتفع نسبيًا من الغلايكوجين مقارنة بالخلايا الظهارية الأخرى لجسم الإنسان. إن التمثيل الغذائي لهذا السكر المعقد من الميكروبات التي تسيطر عليها الميكروبات هي المسؤولة عن الحموضة المهبلية.

## وظيفة

الغلايكوجين هو الشكل المعقد من السكر الموجود في الظهارة المهبلية والذي يتم استقلابه في حمض اللاكتيك.

تساعد الوصلات الخلوية للظهارة المهبلية على منع الكائنات الدقيقة المسببة للأمراض من دخول الجسم على الرغم من أن البعض لا يزال قادرًا على اختراق هذا الحاجز. تولد خلايا عنق الرحم والظهارة المهبلية حاجزًا مخاطيًا (مركب السكر) تتواجد فيه الخلايا المناعية. بالإضافة إلى ذلك، توفر خلايا الدم البيضاء مناعة إضافية وقادرة على التسلل والتحرك عبر الظهارة المهبلية. الظهارة قابلة للاختراق للأجسام المضادة وخلايا الجهاز المناعي الأخرى والجزيئات الضخمة. وبالتالي فإن نفاذية الظهارة توفر الوصول إلى مكونات جهاز المناعة هذه لمنع مرور مسببات الأمراض الغازية إلى أنسجة مهبلية أعمق. توفر الظهارة أيضًا حاجزًا للميكروبات عن طريق تخليق الببتيدات المضادة للميكروبات (بيتا ديفنسين وكاثليسدسن)والمناعية. تفرز الخلايا الكيراتينية السطحية المتمايزة نهائيًا محتويات الأجسام الصفائحية خارج الخلية لتشكيل غلاف دهني متخصص بين الخلايا يحيط بخلايا البشرة ويوفر حاجزًا فيزيائيًا للكائنات الحية الدقيقة.

## الأهمية السريرية

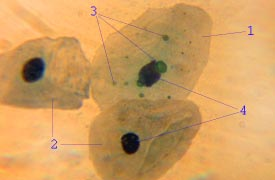
الخلايا الظهارية المهبلية التي تحتوي على بكتيريا الكلاميديا.

### انتقال المرض
ونادراً ما تنتقل العدوى المنقولة جنسياً، بما في ذلك فيروس نقص المناعة البشرية، عبر ظهارة سليمة وصحية. ترجع آليات الحماية هذه إلى: التقشير المتكرر للخلايا السطحية، وانخفاض درجة الحموضة، والحصانة الفطرية والمكتسبة في الأنسجة. تمت التوصية بالبحث في الطبيعة الوقائية للظهارة المهبلية لأنها ستساعد في تصميم الأدوية الموضعية ومبيدات الميكروبات.

### سرطان
هناك أورام خبيثة نادرة جدًا يمكن أن تنشأ في الظهارة المهبلية. البعض معروف فقط من خلال دراسات الحالة. وهي أكثر شيوعًا عند النساء الأكبر سنًا.

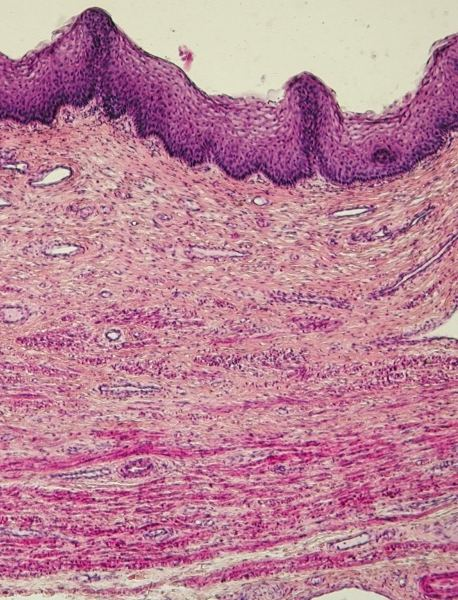
مقطع عرضي من الظهارة المهبلية في امرأة ما بعد انقطاع الطمث.

- ينشأ سرطان الخلايا الحرشفية المهبلية من النسيج الطلائي للظهارة.[29]
- ينشأ سرطانة غدية مهبلية من خلايا إفرازية في الظهارة.[29]
- ينشأ السرطان الغدي ذو الخلايا الصافية في المهبل استجابة للتعرض السابق للولادة لثنائي إثيل ستيلبوستيرول.[31][32]
- ينشأ الورم الميلانيني المهبلي من الخلايا الصباغية في الظهارة.[33]

### التهاب
- التهاب المهبل الفطري هو عدوى فطرية. الإفرازات مهيجة للمهبل والجلد المحيط بها.[34]
- عادةً ما يتسبب التهاب المهبل البكتيري الغاردنريلي في إفرازات وحكة وتهيج.[35][36]
- يخفف التهاب المهبل الهوائي التسمم الظهاري المهبلي المحمر، وأحيانًا مع تآكل أو تقرحات وإفرازات صفراء وفيرة.[37]

### تلاشي
تتغير الظهارة المهبلية بشكل ملحوظ عندما تنخفض مستويات هرمون الاستروجين عند انقطاع الطمث. عادةً ما يسبب التهاب المهبل الضموري. إفرازات قليلة الرائحة بدون رائحة.

## تاريخ
تم دراسة الظهارة المهبلية منذ عام 1910 من قبل عدد من علماء الأنسجة.

## الأبحاث
تم فحص استخدام المواد النانوية التي يمكن أن تخترق مخاط عنق الرحم (الموجود في المهبل) والظهارة المهبلية لتحديد ما إذا كان يمكن إعطاء الدواء بهذه الطريقة لتوفير الحماية من عدوى فيروس الهربس البسيط. كما يتم التحقيق في إعطاء جزيئات النانو داخل الظهارة المهبلية وعبرها لعلاج عدوى فيروس نقص المناعة البشرية.